# José Mariano Mociño
José Mariano Mociño y Losada (Real de Temascaltepec, México, 24 de septiembre de 1757 - Barcelona, España, 12 de junio de 1820) fue un naturalista, médico y botánico novohispano.

## Biografía

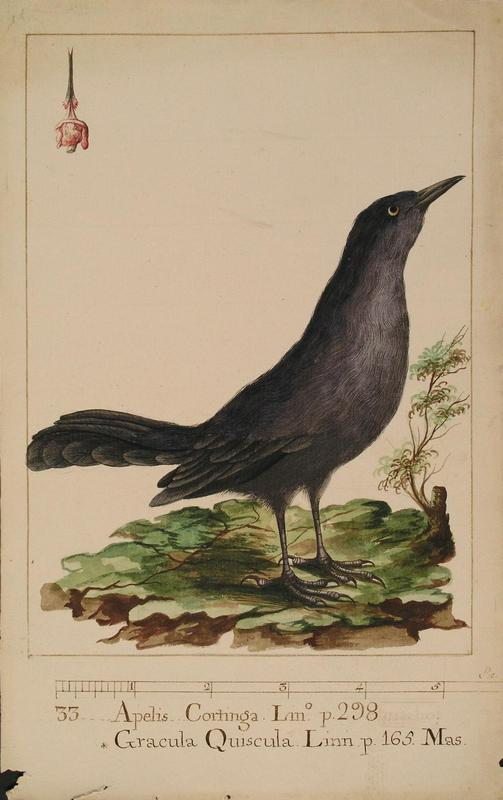
Ilustración de un Quiscalus palustris de la obra Real Expedición Botánica a Nueva España de José Mariano Mociño. Dicha especie está extinta.

Nació en 1757 en el poblado de Real de Temascaltepec cerca de la capital de la Nueva España, en lo que hoy es México. Hijo de una familia española dedicada al negocio de recuas y transportes en la citada población minera, entonces próspera. Siendo sobrino del catedrático de Escolástica, José Luis de los Ríos, logró por él ingresar al Real y Pontificio Seminario Tridentino de México en la Ciudad de México. Allí se graduó de bachiller en teología y no obstante los buenos augurios que para él tenían sus preceptores abandonó la sotana y decidió casarse con María Rita Rivera en 1778, también sobrina del mismo prelado que lo trajo a la capital. Siendo José Luis de los Ríos nombrado obispo de Oaxaca, los recién casados se trasladaron con el tío a vivir a esa ciudad, en la que Mociño se ocuparía en ganarse la vida como maestro de filosofía. Sin embargo, en 1784 después de 7 años de vida en Oaxaca, decidió estudiar medicina, por lo se instaló de nuevo en la capital mexicana, dejando a María Rita con su tío. La separación y posterior divorcio de su mujer, sobrina del poderoso obispo le originaron problemas que fueron, a lo largo de su vida, motivo de penurias legales y económicas.
En 1787 se graduó de médico en la Real y Pontificia Universidad de México, el mismo año en que arribaron a Nueva España los integrantes de la Real Expedición Botánica a Nueva España 1787-1803. Esta expedición, junto con otras, ordenadas por Carlos III, el mejor rey Ilustrado que tuvo España, tenía el propósito de inventariar los recursos de las vastas colonias españolas en América que fueran susceptibles de comercio, en franca competencia con lo que los ingleses hacían en el resto del mundo. El proyecto de la expedición, que contemplaba recuperar información sobre las legendarias plantas medicinales de Nueva España que Francisco Hernández de Toledo (1517-1587) había descrito en el siglo XVI y, en general, planeaba evaluar todos los recursos naturales del extenso territorio novohispano, cambiaría el futuro de la vida de Mociño. Junto con otros jóvenes criollos imbuidos de las ideas científicas de la Ilustración, Mociño se incorporó como alumno de la primera Cátedra de Botánica que existió desde 1788 en México, a cargo de Vicente Cervantes, otro de los miembros de la expedición llegado de Madrid. La reacción negativa de la rectoría y de los miembros del profesorado de la Universidad Pontificia contra los científicos españoles miembros de la expedición, facilitó la amistad de los jóvenes criollos ilustrados con el director de la expedición, el médico español Martín de Sessé quien durante años había propuesto a la Corona llevar a cabo la empresa científica.
Una vez graduado como botánico y reconocido por su talento y buen conocimiento de la medicina y de los recursos naturales de la época, Mociño fue incorporado a la expedición, realizando recorridos y colectas de valiosos materiales, clasificando nuevas especies de plantas y animales, y alcanzando los rincones más remotos de lo que en aquel entonces era el Imperio español en el centro y Norte de América. Sus viajes por la costa del Pacífico del continente fueron legendarios, por regiones que conforman los hoy Estados mexicanos de Jalisco, Nayarit, Sinaloa y Sonora, y cuya flora y fauna eran totalmente desconocidas. En 1792 se le ordenó formar parte de la expedición del almirante español Bodega y Quadra, a quien acompañó en calidad de naturalista, para recorrer las posesiones españolas en la costa norte del continente americano, Los Ángeles, San Francisco y la bahía de Monterrey. Esta expedición zarpó del puerto de San Blas, Nayarit, y alcanzó la isla de Nutka, en el actual Canadá, donde se celebró la histórica reunión entre Bodega y Cuadra y el almirante inglés Vancouver para solucionar los alegatos de posesión del archipiélago nutkense entre Inglaterra y España. A su regreso en 1794, Mociño escribió el libro Noticias de Nutka la obra que da cuenta de la vida y costumbres de los aborígenes de la zona y los conflictos de los españoles con Inglaterra y Rusia por el comercio de pieles en esa zona de la periferia de Alaska.
Los demás naturalistas de la expedición Martín Sessé, José Longinos Martínez, Jaime Senseve y Juan del Castillo recorrieron diversas regiones de la Nueva España que comprendieron los actuales estados de Veracruz, Tamaulipas, Guanajuato, Querétaro, Guerrero, Morelos, Chiapas y Tabasco y, en su momento, Sessé incluyó Cuba y República Dominicana. Mociño, acompañado por dos dibujantes mexicanos, Atanasio Echeverría y Godoy y Vicente de la Cerda, exalumnos de la Real Academia de las Nobles Artes de San Carlos institución creada en la misma época, recorrió gran parte del Sureste, Veracruz, Chiapas, Oaxaca y el Reino de Guatemala, llegando hasta la ciudad de León, en la actual Nicaragua.
A principios del siglo XIX, la mayor parte de los miembros de la expedición había fallecido, solo Mociño y Sessé alcanzaron a llevar a España los resultados de la larga epopeya científica. Durante su estancia en España desempeñó tareas que le dieron fama como médico en las epidemias de Cádiz y pronto adquirió renombre que le valió ser electo dos veces como secretario y cuatro veces como presidente de la Real Academia Médica Matritense. El director de la expedición, Martín Sessé, murió en Madrid en 1808, en plenos acontecimientos políticos que sacudieron a toda España con la invasión francesa encabezada por Napoleón. Mociño simpatizaba con las ideas políticas de Francia y continuó en sus actividades en el Real Jardín Botánico de Madrid editando los materiales de la expedición a Nueva España. Cuando los franceses se retiraron de Madrid después de la Guerra de la Independencia Española, fue tomado prisionero, acusado de ser un afrancesado, encarcelado y posteriormente desterrado de España. Se refugió en Montpellier donde conoció al naturalista Augustin Pyrame de Candolle, a quien le mostró las colecciones botánicas de su largo periplo que quería salvar.
En 1818 se le autorizó a volver a España con lo que quedaba de los materiales de la expedición, pero murió en Barcelona durante el viaje de regreso a Madrid, el 12 de junio de 1820 según consta en el acta de defunción que emitió Manuel de Cots, vicario de la parroquia de San Jaime de Barcelona. Los materiales de la Expedición que llevó consigo en su exilio quedaron en paradero desconocido.
En 1981 aparecieron en Barcelona unos 2000 dibujos originales de la Expedición, que habían desaparecido a la muerte de Mociño. Los dibujos, en poder de la familia Torner, fueron malvendidos a 2 000 pesetas cada uno, a una institución norteamericana, el Hunt Institute for Botanical Documentation, y salieron de España sin que se tuviera en cuenta el valor científico e histórico que representaban por parte de las autoridades españolas, ni hubiera notificación de su valor por parte de la institución americana.
Fue el más famoso naturalista americano de la época de la Colonia. Sus trabajos y manuscritos serían conocidos por Humboldt, Ruiz y Pavón, Alphonse de Candolle y muchos otros científicos de la época. Sus más importantes trabajos no fueron publicados en su totalidad hasta el siglo XX, en México, ya que los manuscritos originales de la expedición a Nueva España, el herbario y algunos miles de dibujos se perdieron, otros de vendieron después de su muerte y algunos quedaron en el Real Jardín Botánico de Madrid. Se han impreso: Noticias de Nutka, Flora Mexicana, Plantae Novae Hispania, Flora de Guatemala y Tratado sobre el Añil.

## Honores

### Eponimia
Especies vegetales
- (Euphorbiaceae) Croton mocinoi Radcl.-Sm. & Govaerts[1]
- (Gesneriaceae) Columnea mocinoana Kuntze[2]
- (Hernandiaceae) Gyrocarpus mocinoi Espejo[3]
- (Lamiaceae) Salvia mocinoi Benth.[4]
- (Orchidaceae) Epidendrum mocinoi Hágsater[5]
- (Verbenaceae) Citharexylum mocinnoi D.Don[6]
- (Violaceae) Calceolaria mocinoana Kuntze[7]

Especies animales
Pablo de la Llave nombró al quetzal resplandeciente con el nombre latino Pharomachrus mocinno para honrar a su mentor Mociño, quien fue el primero en clasificar al ave.

## Abreviatura en botánica
- La abreviatura «Moc.» se emplea para indicar a José Mariano Mociño como autoridad en la descripción y clasificación científica de los vegetales.[8] No se acepta una anterior abreviatura: Moç.